# Pečeneg Ilova
Pečeneg Ilova (cyr. Печенег Илова) – wieś w Bośni i Hercegowinie, w Republice Serbskiej, w gminie Prnjavor. W 2013 roku liczyła 841 mieszkańców.